# 小妹
《小妹》，是一部以描寫廖秀珠師姊、林富裕師兄真實人生電視劇，由高圓媛、陳建隆、吳帆、何璦芸、魏文良、吳秀珠、沈海蓉、管謹宗及黃瑄主演，於2013年12月13日在大愛電視台20:00首播。中天娛樂台於2013年12月13日21:00播出。

## 播出時間
以下時間以當地時間（台灣時間）為準

### 首播
| 片名 | 頻道       | 所在地 | 播放日期       | 播放時間                  |
| ---- | ---------- | ------ | -------------- | ------------------------- |
| 小妹 | 大愛電視台 | 台灣   | 2013年12月13日 | 20:00~20:49播出（無廣告） |
| 小妹 | 大愛海外台 | 台灣   | 2013年12月13日 | 20:00~21:00播出（含廣告） |
| 小妹 | 中天娛樂台 | 台灣   | 2013年12月13日 | 21:00~22:00播出（含廣告） |

### 重播
| 片名 | 頻道       | 所在地 | 播放日期       | 播放時間                  |
| ---- | ---------- | ------ | -------------- | ------------------------- |
| 小妹 | 大愛電視台 | 台灣   | 2013年12月14日 | 00:00~00:49播出（無廣告） |
| 小妹 | 大愛海外台 | 台灣   | 2013年12月14日 | 02:00~03:00播出（含廣告） |
| 小妹 | 大愛電視台 | 台灣   | 2013年12月14日 | 03:00~03:49播出（無廣告） |
| 小妹 | 大愛海外台 | 台灣   | 2013年12月14日 | 09:00~09:49播出（無廣告） |
| 小妹 | 大愛海外台 | 台灣   | 2013年12月14日 | 10:58~11:47播出（無廣告） |
| 小妹 | 大愛電視台 | 台灣   | 2013年12月14日 | 16:00~16:49播出（無廣告） |
| 小妹 | 中天娛樂台 | 台灣   | 2013年12月14日 | 11:00~12:00播出（含廣告） |

### 大愛會客室

#### 首播
| 片名       | 頻道       | 所在地 | 播放日期       | 播放時間        |
| ---------- | ---------- | ------ | -------------- | --------------- |
| 大愛會客室 | 大愛海外台 | 台灣   | 2013年12月13日 | 21:00~21:11播出 |
| 大愛會客室 | 大愛電視台 | 台灣   | 2013年12月14日 | 00:49~01:00播出 |
| 大愛會客室 | 大愛海外台 | 台灣   | 2013年12月14日 | 09:49~10:00播出 |
| 大愛會客室 | 大愛電視台 | 台灣   | 2013年12月14日 | 16:49~17:00播出 |

#### 重播
| 片名       | 頻道       | 所在地 | 播放日期       | 播放時間        |
| ---------- | ---------- | ------ | -------------- | --------------- |
| 大愛會客室 | 大愛電視台 | 台灣   | 2013年12月14日 | 03:49~04:00播出 |
| 大愛會客室 | 大愛海外台 | 台灣   | 2013年12月14日 | 09:49~10:00播出 |
| 大愛會客室 | 大愛電視台 | 台灣   | 2013年12月14日 | 16:49~17:00播出 |

### 戲說人生

#### 首播
| 片名     | 頻道       | 所在地 | 播放日期       | 播放時間        |
| -------- | ---------- | ------ | -------------- | --------------- |
| 戲說人生 | 大愛電視台 | 台灣   | 2013年12月15日 | 21:00~21:25播出 |
| 戲說人生 | 大愛海外台 | 台灣   | 2013年12月16日 | 05:30~05:55播出 |

#### 重播
| 片名     | 頻道       | 所在地 | 播放日期       | 播放時間        |
| -------- | ---------- | ------ | -------------- | --------------- |
| 戲說人生 | 大愛電視台 | 台灣   | 2013年12月16日 | 02:00~02:25播出 |
| 戲說人生 | 大愛海外台 | 台灣   | 2013年12月22日 | 10:30~10:55播出 |

## 演員列表

### 主要演員
| 演員   | 角色   | 介紹                                                         |
| 高圓媛 | 廖秀珠 | 本劇女主角，宜蘭羅東人，新圳、吳琴之女，富裕妻子，俞家幫傭。 |
| 彭紫莛 | 廖秀珠 | 少年廖秀珠，只演出在簡老師、藍老師家裡幫傭時期。             |
| 陳建隆 | 林富裕 | 本劇男主角，花蓮光復人，水源、阿妹次子，秀珠丈夫。           |
| 吳帆   | 廖新圳 | 秀珠父親。                                                   |
| 何璦芸 | 吳琴   | 秀珠母親。                                                   |
| 魏文良 | 林水源 | 富裕父親。                                                   |
| 吳秀珠 | 徐阿妹 | 富裕母親。                                                   |
| 管謹宗 | 俞仰賢 | 俞家男主人，韓瑾人丈夫，台灣第一份文學雜誌「野風」創辦人。   |
|        | 韓瑾人 | 俞家女主人，俞仰賢妻子，出生於浙江，因秀珠來到診所而結緣。   |

### 其他角色
| 演員   | 角色   | 介紹                                                                                                   |
| 黃瑄   | 鍾佳慧 | 富裕的紅粉知己，因富裕對自己只有朋友之情，選擇離開。                                                   |
| 賴震澤 | 林富雄 | 富裕大哥。                                                                                             |
| 耿汶   | 鄒素吟 | 秀珠好友，賴志誠之妻，因志誠車禍後成為寡婦，後期也加入慈濟成為委員，後期2020年本人故事製作成迎風而立。 |
| 林紹霆 | 賴志誠 | 鄒素吟之夫，與素吟結婚五、六年後因車禍不幸早逝，後期2020年故事製作成迎風而立。                         |
| 蘇珊珊 | 秀秀   | 俞家前任女傭，因遠嫁南部離開俞家。                                                                     |
| 游耀光 | 阿義   | 雜貨店老闆。                                                                                           |
| 游喬軒 | 廖阿盆 | 秀珠大姊。                                                                                             |
| 邱子芯 | 小柔   | 韓小兒、婦產科診所護士。                                                                               |
| 陳玉婷 |        | |
| 王子若 | 俞元屏 | 仰賢、瑾人長女。                                                                                       |
| 吳沛寧 | 俞元莉 | 仰賢、瑾人次女。                                                                                       |
| 鍾倫理 | 萬先生 | 秀珠前任雇主男主人，某銀樓老闆。                                                                       |
| 貝心瑜 | 萬太太 | 秀珠前任雇主女主人，某銀樓老闆娘。                                                                     |
| 溫吉興 | 簡老師 | 秀珠兒時雇主男主人，藍老師之夫，秀珠小學老師。                                                         |
| 張昌緬 | 藍老師 | 秀珠兒時雇主女主人，簡老師之妻，秀珠小學老師。                                                         |
| 曹景俊 | 林大文 | 秀珠的相親對象。                                                                                       |
| 胡鴻達 | 添枝   | 素吟任職工廠的老闆。                                                                                   |
| 高麗虹 | 美華   | 素吟任職工廠的老闆娘。                                                                                 |
| 郭力夫 | 胖哥   | 素吟任職工廠的同事。                                                                                   |
| 張再興 | 阿勇   | 素吟任職工廠的同事。                                                                                   |
| 耿慧珠 | 老闆娘 | 佳慧之前待過的小吃部老闆娘。                                                                           |
| 林耿旭 | 阿水   | 素吟任職工廠的同事。                                                                                   |
| 吳迦樂 | 芷薇   | 韓小兒、婦產科診所護士。                                                                               |
| 張林   | 沈秀娟 | 秀珠弟媳。                                                                                             |
| 游念育 | 簡雪虹 | 簡老師、藍老師次女。                                                                                   |
| 李全忠 | 陳大哥 | 富裕和秀珠接觸過的照顧戶之一。                                                                         |

### 大愛會客室名單
| 集數   | 日期           | 來賓                           |
| 第1集  | 2013年12月14日 | 高圓媛、陳建隆、許家石、龐宜安 |
| 第2集  | 2013年12月15日 | 何璦芸、吳帆                   |
| 第3集  | 2013年12月16日 | 吳秀珠、魏文良                 |
| 第4集  | 2013年12月17日 | 廖秀珠、高圓媛                 |
| 第5集  | 2013年12月18日 | 廖秀珠、高圓媛                 |
| 第6集  | 2013年12月19日 | 廖秀珠、高圓媛                 |
| 第7集  | 2013年12月20日 | 高圓媛、何璦芸、吳帆           |
| 第8集  | 2013年12月21日 | 廖秀珠、簡雪虹、簡雪如         |
| 第9集  | 2013年12月22日 | 廖秀珠、                       |
| 第10集 | 2013年12月23日 | 廖秀珠、俞元屏                 |
| 第11集 | 2013年12月24日 | 吳秀珠、魏文良、許家石、林富裕 |
| 第12集 | 2013年12月25日 | 廖秀珠、簡雪虹、簡雪如         |
| 第13集 | 2013年12月26日 | 吳秀珠、黃瑄                   |
| 第14集 | 2013年12月27日 | 黃瑄、許家石                   |
| 第15集 | 2013年12月28日 | 吳秀珠、魏文良、許家石、林富裕 |
| 第16集 | 2013年12月29日 | 吳秀珠、魏文良、許家石、林富裕 |
| 第17集 | 2013年12月30日 | 吳秀珠、魏文良、許家石、林富裕 |
| 第18集 | 2013年12月31日 | 廖秀珠、高圓媛                 |
| 第19集 | 2014年1月1日   | 廖秀珠、高圓媛                 |
| 第20集 | 2014年1月2日   | 廖秀珠、                       |
| 第21集 | 2014年1月3日   | 廖秀珠、高圓媛                 |
| 第22集 | 2014年1月4日   | 陳建隆、許家石                 |
| 第23集 | 2014年1月5日   | 廖秀珠、鄒素吟、陳建隆         |
| 第24集 | 2014年1月6日   | 廖秀珠、俞元屏                 |
| 第25集 | 2014年1月7日   | 廖秀珠、俞元屏                 |
| 第26集 | 2014年1月8日   | 黃瑄、許家石                   |
| 第27集 | 2014年1月9日   | 廖秀珠、鄒素吟、陳建隆         |
| 第28集 | 2014年1月10日  | 廖秀珠、高圓媛、陳建隆         |
| 第29集 | 2014年1月11日  | 高圓媛、陳建隆、許家石         |
| 第30集 | 2014年1月12日  | 廖秀珠、何璦芸、吳帆           |
| 第31集 | 2014年1月13日  | 林富裕、廖秀珠、吳秀珠、魏文良 |
| 第32集 | 2014年1月14日  | 廖秀珠、                       |
| 第33集 | 2014年1月15日  | 廖秀珠、俞元屏                 |
| 第34集 | 2014年1月16日  | 廖秀珠                         |
| 第35集 | 2014年1月17日  | 廖秀珠、高圓媛                 |
| 第36集 | 2014年1月18日  | 廖秀珠、                       |
| 第37集 | 2014年1月19日  | 廖秀珠、何璦芸、吳帆           |
| 第38集 | 2014年1月20日  | 廖秀珠、簡雪虹、簡雪如         |
| 第39集 | 2014年1月21日  | 廖秀珠、高圓媛                 |
| 第40集 | 2014年1月22日  | 廖秀珠                         |

## 歌曲
| 曲別   | 歌名       | 演唱者 | 作詞   | 作曲   | 編曲   | 製作人 | 合聲           |
| 片頭曲 | 小妹       | 高慧君 | 吳嘉祥 | 吳嘉祥 | 吳嘉祥 | 吳嘉祥 |                |
| 片尾曲 | 同款的所在 | 吳秀珠 | 十方   | 曹俊鴻 | 戴維雄 | 曹俊鴻 | 張瀅之、巫雨白 |

## 製作團隊
- 監製：龐宜安
- 製作人：許家石、劉淑薇
- 編 劇：車錢草
- 導 演：侯博微、龍冠武

## 作品的變遷
| 大愛電視台 週一~週日20:00~20:49        | 大愛電視台 週一~週日20:00~20:49       | 大愛電視台 週一~週日20:00~20:49 |
| -------------------------------------- | ------------------------------------- | ------------------------------- |
|                                        | 小妹 2013年12月13日－2014年1月21日    |                                 |
| 逆光真愛 2013年11月8日－2013年12月12日 | 紅塵驛站 2014年1月22日－2014年2月25日 |                                 |

| 中天娛樂台 週一~週日21:00~22:00        | 中天娛樂台 週一~週日21:00~22:00       | 中天娛樂台 週一~週日21:00~22:00 |
| -------------------------------------- | ------------------------------------- | ------------------------------- |
|                                        | 小妹 2013年12月13日－2014年1月21日    |                                 |
| 逆光真愛 2013年11月8日－2013年12月12日 | 紅塵驛站 2014年1月22日－2014年2月25日 |                                 |

| 大愛電視台二台 大愛好戲成雙 周一至周日 17:25~19:00節目 | 大愛電視台二台 大愛好戲成雙 周一至周日 17:25~19:00節目 | 大愛電視台二台 大愛好戲成雙 周一至周日 17:25~19:00節目 |
| ------------------------------------------------------ | ------------------------------------------------------ | ------------------------------------------------------ |
|                                                        | 小妹 2017年11月21日－2017年12月10日                    |                                                        |
| 路長情更長 2017年11月1日－2017年11月20日               | 蘇足 2017年12月11日－2017年12月30日                    |                                                        |

## 外部連結
- 大愛電視《小妹》官方網站
- 大愛劇場官方Facebook （页面存档备份，存于）